# Cassiope anadyrensis
Cassiope anadyrensis là một loài thực vật có hoa trong họ Thạch nam. Loài này được Jurtzev mô tả khoa học đầu tiên năm 1980.